# Renaud Garcia-Fons

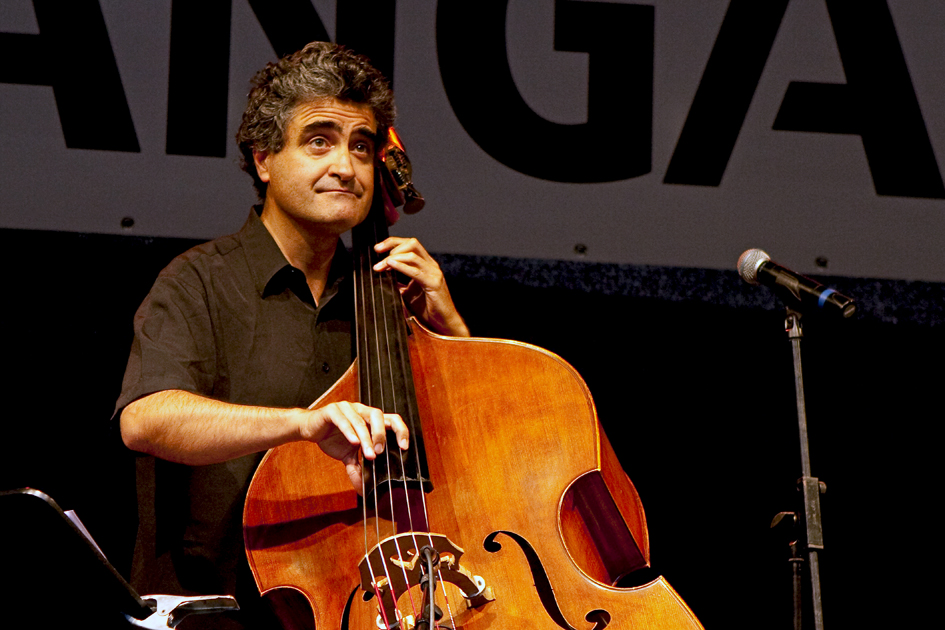
Renaud Garcia-Fons im Skulpturenpark Wuppertal (2009)

Renaud Garcia-Fons (* 24. Dezember 1962 in der Nähe von Paris, Frankreich) ist ein französischer Musiker. Er gilt als einer der virtuosesten Kontrabassisten der Gegenwart im stilistischen Umfeld der Weltmusik und des Jazz.

## Leben

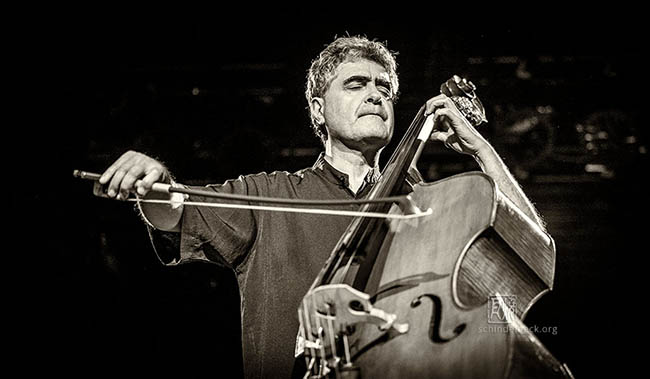
Renaud Garcia-Fons (2019)

Garcia-Fons, dessen aus Katalonien stammender Vater Pierre Garcia-Fons ein bekannter Maler war, erhielt mit fünf Jahren seinen ersten Klavier- und Gitarrenunterricht. Mit 16 Jahren studierte er Kontrabass am Pariser Konservatorium. Bei seinem Lehrer François Rabbath bildete er sich auf seinem Instrument weiter und lernte die arabische Musik kennen, was seinen weiteren musikalischen Weg nachhaltig beeinflusste. Rabbath öffnete seinen Horizont für mediterrane Musikformen und vermittelte ihm die Grundlagen seiner Bogentechnik. García-Fons spielte früh mit bekannten Jazz-Schlagzeugern wie Kenny Clarke oder Sam Woodyard. Einundzwanzigjährig gewann er eine Reihe von Musikwettbewerben und wurde daraufhin vom französischen Kultusminister zum Professor für Kontrabass ernannt.
Garcia-Fons begann seine Karriere in Paris bei Roger Guérin. Er spielte auch in klassischen Orchestern. Er war Mitglied des nur aus Kontrabässen bestehenden Orchestre de Contrabasses. 1990 und 1991 holte ihn Claude Barthélemy als Bassist ins Orchestre National de Jazz.
Neben seinem eigenen Trio, das aus dem Flamencogitarristen Antonio Ruiz und dem Percussionisten Pascal Rollando bestand, arbeitete Garcia-Fons mit den unterschiedlichsten Formationen und Musikern wie Rabih Abou-Khalil, Michel Godard, Michael Riessler, Kudsi Ergüner, Dhafer Youssef, Gerardo Núñez, Nguyên Lê, Pedro Soler und Cheb Mami.
2004 präsentierte er auf der Scène Nationale de Sceaux Welt-Kammermusik mit einer Komposition für Kontrabass, Streichquartett und für Bansuri, einer Bambusquerflöte, die in der nordindischen Musik verwendet wird, und für Riq, einer arabischen Rahmentrommel. 2008 spielte er auf dem Montreal Jazz Festival mit verschiedenen Besetzungen. Für sein Album La linea del sur und als Bassist des Jahres erhielt er 2010 den Echo-Musikpreis der Deutschen Phono-Akademie. Er komponierte Filmmusik und schrieb eine Ballettmusik zu Carmen. 2017 folgte die Musik zum Film Es war einmal in Deutschland…. Im selben Jahr gewann er den Wettbewerb BMW Welt Jazz Award mit seinem Programm Revoir Paris, das er in seinem neuen Trio mit David Ventucci (Akkordeon) und Stephan Caracci (Vibraphon, Perkussion) präsentierte.

## Musik
Renaud Garcia-Fons spielt bevorzugt einen fünfsaitigen Kontrabass, der ihm ungewöhnliche spieltechnische und klangliche Effekte gerade in den höchsten Lagen des Instruments gestattet. In Kombination mit seiner ausgefeilten Zupf- und Bogentechnik brachte er es zu einer beispiellosen Virtuosität. Dabei beschränkt er sich nicht nur auf das tradierte Repertoire ausgefeiltester Spieltechniken – Doppel- und Dreifachgriffe, Glissandi, natürliche und künstliche Flageoletts –, sondern setzt sein Instrument auch (mit den Händen wie mit dem Bogen schlagend) perkussiv ein. Bei Solokonzerten arbeitet er gern mit Loops, um Mehrstimmigkeit zu erzeugen bzw. mit sich selbst in ein musikalisches Zwiegespräch eintreten zu können. Zu seinen Vorbildern zählen nicht nur klassische Bassisten wie sein Lehrer Rabath oder Jazzbassisten wie Scott LaFaro, sondern auch Gitarristen wie der Spanier Paco de Lucía und Sarangi-Spieler wie der Inder Ram Narayan. In seiner Musik finden sich Einflüsse des Flamenco ebenso wie solche aus dem Orient und dem Mittelmeerraum.
Er selbst charakterisiert sein Spiel wie folgt: „Der Kontrabass liegt irgendwo zwischen der Laute/Gitarre und der Viola da Gamba, und durch den Klang des gestrichenen Bogens tun sich sogar Ähnlichkeiten zu dem indischen Streichinstrument Sarangi auf. Ich habe die verschiedensten Arten von Musik studiert, … Klassik, Jazz, orientalische Musik. Das bewirkte, dass ich mich heute auf ganz unterschiedlichen Terrains bewege, auch wenn es eine kontinuierliche Entwicklung gibt. Was mein Spiel auf dem Kontrabass besonders charakterisiert, ist, dass ich häufig den Bogen einsetze. Es hat mich immer sehr fasziniert, den Bass zum Singen zu bringen.“ Wie gut er sein Instrument „zum Singen bringen“ kann, wurde ihm von Kritikern bestätigt: „Trotz der rasanten Entwicklung, die der solistisch eingesetzte Kontrabass im modernen Jazz genommen hat, ist die Frage nach einer der jazzgemäßen Phrasierung adäquaten Bogentechnik weitgehend unbeantwortet geblieben. Doch der Beitrag von Renaud Garcia-Fons auf dem Fünfsaiter übertrifft alles, was im Jazz bis dato con arco auf dem Kontrabass möglich schien.“

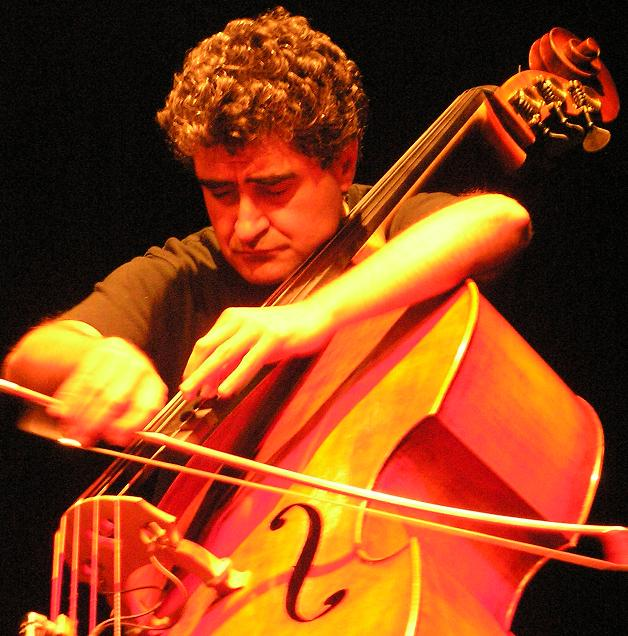
Renaud Garcia-Fons (2006)

## CDs unter eigenem Namen
- Légendes, 1992, ENJ-9314
- Alboreá, 1995, ENJ-9057
- Suite Andalouse, 1995, A l S (MP MEDIA)
- Oriental Bass, 1997, ENJ-9334
- Fuera, 1999, ENJ-9364 2
- Navigatore, 2001, ENJ-9418 2
- Entremundo, 2004, ENJ-9464 2
- Arcoluz, 2006, ENJ-9478 2
- La linea del sur, 2009, ENJ-9527-2
- Méditerranées, 2010, ENJ-9563 2
- Solo - the Marcevol Concert, 2012, ENJ-9581 2  (CD und DVD)
- Beyond the Double Bass, 2013, ENJ-9608 2 (CD und DVD)
- La vie devant soi, 2017, e-motive records/galileo music[5]
- Le Souffle des Cordes, 2021, e-motive records/galileo music

## Mitwirkung auf Tonträgern anderer Musiker (Auswahl)
- Marc Ducret Gris 1990, Label Bleu LBLC6531
- L’Orchestre des Contrabasses Les Cargos, 1991, Label Bleu LBLC6536
- Michael Riessler Héloise, 1992 WERGO WER 80082
- Michael Riessler Tentations d’Abélard, 1994 WERGO WER 80092
- Michael Riessler Honig und Asche, 1998 Enja ENJ-9303 2
- R. Garcia-Fons/Gérard Marais Acoustic Songs, 1999 hopi
- Nguyên Lê Bakida, 2000, Act ACT 9275-2
- Michel Godard Castel Del Monte, 2002, Enja ENJ-9362 2
- Jean-Louis Matinier Confluences, 2003, Enja
- Renaud Garcia-Fons & Derya Türkan Silk Moon, 2014, e-motive
- David Dorantes & Renaud Garcia-Fons Paseo a dos, 2016, Cézame Carte Blanche

## Filmmusik (Auswahl)
- 2001: Sperling und das letzte Tabu
- 2014: Le premier été
- 2015: Meurtres à... (Fernsehserie, 1 Folge)
- 2016: Pacte sacré
- 2017: Es war einmal in Deutschland
- 2019: Pas en mon nom!